# Hand megye
Hand megye az Amerikai Egyesült Államokban, azon belül Dél-Dakota államban található. Megyeszékhelye és legnagyobb városa Miller. Lakosainak száma 3145 fő (2020. április 1.). Hand megye Faulk, Spink, Beadle, Jerauld, Buffalo és Hyde megyékkel határos.

## Népesség
A megye népességének változása:
| Lakosok száma | 3429 | 3439 | 3382 | 3391 | 3348 | 3145 |
|               | 2010 | 2011 | 2012 | 2013 | 2015 | 2020 |